# Maire Österdahl
Maire Österdahl, po mężu Oksanen (ur. 12 lutego 1927 w Pori, zm. 18 kwietnia 2013) – fińska lekkoatletka, specjalistka skoku w dal, medalistka mistrzostw Europy z 1950.
Zdobyła brązowy medal w skoku w dal na mistrzostwach Europy w 1950 w Brukseli, przegrywając jedynie z Walentiną Bogdanową ze Związku Radzieckiego i Willy Lust z Holandii.
Na igrzyskach olimpijskich w 1952 w Helsinkach zajęła 9. miejsce w skoku w dal. Startowała również w sztafecie 4 × 100 metrów, ale odpadła w eliminacjach.
Była mistrzynią Finlandii w skoku w dal w 1949 i 1950 oraz w skoku wzwyż w 1949.
Kilkakrotnie poprawiała rekord Finlandii w skoku w dal do rezultatu 5,79 m osiągniętego 7 września 1952 w Kopenhadze. Była też dwukrotną rekordzistką swego kraju w pięcioboju do wyniku 3776 punktów 9 sierpnia 1953 w Vihtavuori.